# Bergkirchen
Bergkirchen település Németországban, azon belül Bajorországban. Lakosainak száma 7856 fő (2023. december 31.).

## Népesség
A település népessége az elmúlt években az alábbi módon változott:
| Lakosok száma | 4657 | 593  | 7235 | 7320 | 7705 | 7729 | 7780 | 7770 | 7810 | 7856 |
|               | 1970 | 1975 | 2011 | 2012 | 2014 | 2015 | 2017 | 2019 | 2022 | 2023 |